# Lord Palmerston
Henry John Temple, 3:e viscount Palmerston, mer känd som lord Palmerston, född 20 oktober 1784 i Westminster, London, död 18 oktober 1865 på sitt gods Brocket Hall i Hertfordshire, var viscount och brittisk politiker, Storbritanniens premiärminister 1855–1858 och 1859–1865. Under tre ämbetsperioder: 1830–1834, 1835–1841 och 1846–1851 var han Storbritanniens utrikesminister. 
Lord Palmerston lämnade det konservativa partiet 1827 och var sedan utrikesminister respektive premiärminister för såväl liberala som konservativa regeringar.

## Tidig karriär
Henry Temple studerade i Italien, vid Harrow, Edinburghs universitet och universitetet i Cambridge. År 1802 ärvde Henry Temple sin fars irländska adelstitel viscount Palmerston (som dennes farfar erhållit 1723).
Efter ett par misslyckade försök invaldes han 1807 i underhuset. Till skillnad från engelska, skotska eller brittiska pärer var de med irländska pärskap inte förhindrade att sitta i underhuset. Samma år blev han yngre amiralitetslord i Portlands ministär och försvarade i sitt jungfrutal expeditionen till Köpenhamn.

## Krigsminister
Då Perceval 1809 bildade ministär, erbjöds Palmerston att bli skattkammarkansler, men han nöjde sig med den anspråkslösare sysslan som "Secretary at War" (en av de båda krigsministerposterna, mest omfattande den finansiella sidan av försvarsärendena). 
Denna post innehade Palmerston därpå ända till 1828 (i Percevals, Liverpools, Cannings, Goderichs och Wellingtons ministärer), men fick först 1827 säte i kabinettet. Han röjde under denna tid inte något markerat politiskt intresse, stod torypartiet närmast, men var aldrig egentlig partiman och gjorde sig mest känd som aristokratisk societets- och idrottsman. I underhusdebatterna tog han sällan del, nästan aldrig i allmänna frågor. Politiskt stod han nära Canning, som 1827 velat göra honom till skattkammarkansler och kan anses som hans utrikespolitiske läromästare. Jämte övriga "canningiter" utträdde han 1828 ur Wellingtons ministär med anledning av dennes schism med William Huskisson.

## Utrikesminister
Lord Palmerston ingick november 1830 som utrikesminister i Greys ministär och samverkade sedan till sin död med whigpartiet. Han visade sig genast mycket verksam för att trygga Belgiens självständighet såväl mot preussisk-ryskt understöd av Nederländernas yrkande på Belgiens återförening med detta land som mot franska annexionsplaner. Det liberala partiet i Portugal fann hos honom energiskt stöd mot Dom Miguel, och han slöt april 1834 med Frankrike, Portugal och Spanien en kvadruppelallians, riktad mot restaurationsförsök av Dom Miguel i Portugal och don Carlos i Spanien, men även tänkt som motvikt mot Heliga alliansens politik i allmänhet.
Lord Palmerston, som juli 1834 övergått till Melbournes ministär, avgick med denna december samma år, men återfick utrikesministerposten i Melbournes andra ministär (april 1835). Hans orientpolitik gick ut på att främja Osmanska rikets föryngring och hindra dess uppdelning i en rysk och en fransk vasallstat. Han protesterade därför 1833 mot fördraget i Hünkâr İskelesi och motverkade sedermera framgångsrikt Frankrikes försök att göra Mahmud II i Egypten till härskare i Levanten under franskt skydd.
Rivalitet om inflytandet i Spanien hade redan tidigare framkallat tilltagande köld i Englands förhållande till Frankrike, och i den orientaliska frågan var det nära att komma till väpnad konflikt mellan de två stormakterna, då lord Palmerston (15 juli 1840) samlat England, Ryssland, Österrike och Preussen i ett fyrmakts-förbund mot Muhammed Ali, vilket fördrag Palmerston genomdrev mot rätt starkt motstånd från Melbourne, Russell och andra medlemmar av kabinettet. Redan då betraktade många lord Palmerston som "en eldbrand" ("lord Firebrand") i den europeiska politiken, och därtill bidrog det stundom utmanande kraftiga språk han lät den brittiska diplomatin föra.

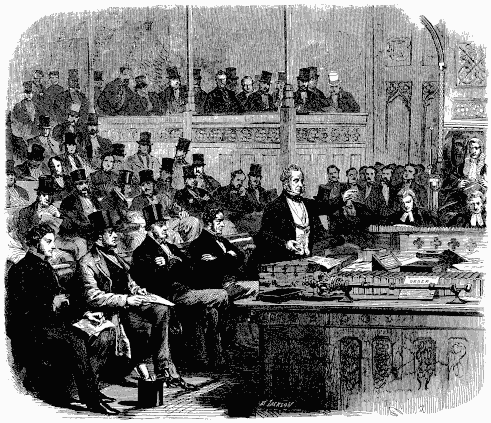
Lord Palmerston talar i underhuset.

Framgångarna i Syrien kom emellertid Palmerstons politik att triumfera, och Frankrike vågade inte upptaga stridshandsken. Då Palmerston september 1841 avgick med ministären Melbourne, kunde han berömma sig av att under sin utrikesministertid ha tryggat Belgiens oberoende, räddat Portugal och Spanien från envälde, Turkiet från ryskt övervälde och åt England vägen till Indien från franska spärrningsplaner i Egypten. 
Som medlem av oppositionen kritiserade Palmerston skarpt ministären Peels utrikespolitik, och vid dennas fall blev han i Russells kabinett åter utrikesminister (juli 1846). I frågan om "de spanska giftermålen" lyckades han inte hindra de franska planernas genomförande (1846), och den brytning med Frankrike, som därav vållades, bidrog i sin mån till julimonarkins fall 1848.
Palmerston främjade emot Österrike strävandena att ena norra Italien i en federativ sammanslutning under Sardiniens ledning, och mot konungen av Neapel understödde han i hemlighet de sicilianska insurgenterna, till och med med vapen från arsenalen i Woolwich. När 1849 Kossuth och andra ungerska flyktingar i Turkiet hotades med utlämning, gjorde lord Palmerston energiska föreställningar i Wien och Sankt Petersburg och stärkte i förening med Frankrike turkiska regeringens motståndskraft mot ryskt krigshot genom att låta förlägga en engelsk-fransk flotta vid Dardanellerna ("luktsalt åt en dam, som blivit rädd").
Det stora anseende i Europa, som han vunnit genom dylika prov på energisk hjälp åt frihetsrörelserna, förspillde han delvis genom sitt hänsynslösa uppträdande 1850 mot Grekland i "Pacifico-affären". Han försvarade emellertid i underhuset sin politik (29 juni samma år) i det berömda "Civis-Romanus-talet", vari han hävdade, att varje brittisk undersåte skulle kunna påräkna kronans stöd med samma trygghetskänsla, som medborgarrätten i romerska riket fordom medförde. Talet gjorde lord Palmerston till den populäraste mannen i England.
När han utan drottningens och sina medministrars vetskap i ett samtal med franska sändebudet uttryckt sig gillande om Napoleons statsstreck av 2 december 1851, vållade denna överilning, att lord Palmerston, som redan 1850 i ett skarpt memorandum av drottningen klandrats för självrådighet, på premiärministern Russells tillstyrkan fick avsked (19 december 1851).

## Inrikesminister
Redan januari 1852 fick emellertid Palmerston den glädjen att bereda Russells ministär ett nederlag, som medförde dess upplösning. I slutet av 1852 blev Palmerston inrikesminister i Aberdeens koalitionsministär. Under det att han i sitt nya departement utvecklade ivrig verksamhet, följde han uppmärksamt de yttre förhållandena och hade väsentlig andel i beslutet om Englands deltagande i Krimkriget. Som inrikesminister lyckades Palmerston undkomma den kritik som riktades mot brister i såväl civilt och militärt ledarskap i Krimkriget som ledde till Aberdeens avgång som premiärminister i början av 1855.

## Premiärminister

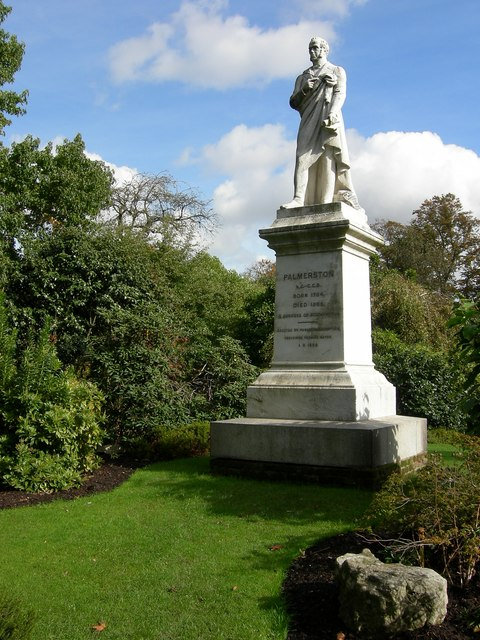
Staty av lord Palmerston i Southampton.

Då Aberdeens ministär föll 1855, kallades Palmerston av drottningen att bilda en regering (10 februari samma år). Han uppfyllde de förhoppningar om en mera energisk krigföring man fäst vid honom, men nödgades genom Frankrikes och Österrikes politik i förtid avbryta det med vittgående syften förda kriget och gå med på Parisfreden (mars 1856). Mot Kina uppträdde han 1857 ganska hänsynslöst i den så kallade "Arrow-affären", då underhuset uttalade sig klandrande om hans kinesiska politik, skred han emellertid till parlamentsupplösning och vann vid valen en betydande majoritet. Trots att han samma år vid bekämpandet av indiska upproret avlagt nya prov på framstående duglighet, störtades han februari 1858, emedan han ansågs visa alltför stor eftergivenhet för Frankrike efter Orsinis mordförsök mot Napoleon III.
Redan januari 1859 kom emellertid "gamle Pam" åter i spetsen för ärendena. Fastän han annars hade arbetat för att undertrycka slavhandeln, gynnade han dock under amerikanska inbördeskriget sydstaterna, dock utan ett formellt erkännande av deras suveränitet. 1863 vägrade han att i samverkan med franske kejsaren Napoleon III gå i krig till förmån för polackerna. 1864 sökte han förgäves vinna Napoleon III för ett gemensamt uppträdande till Danmarks hjälp mot Preussen och Österrike i vad som skulle bli det dansk-tyska kriget. Inrikespolitiskt lyckades han till de konservativas belåtenhet och de radikalas harm förhindra en ny parlamentsreform.

## Sista tiden
Lord Palmerston dog, som sittande premiärminister, två dagar innan han skulle fyllt 81. Även om han själv ville bli begravd i Romsey Abbey, så insisterade kabinettet att han skulle föräras en statsbegravning och gravsättning inne i Westminster Abbey, vilken ägde rum 27 oktober 1865. Lord Palmerston var den femte personen utanför kungafamiljen som fick en statsbegravning (de enda som tidigare förärats samma var då: Robert Blake, Isaac Newton, Lord Nelson och hertigen av Wellington).